# Ameprod TVG-10
TVG-10 (Telewizyjna Video Gra z 10 rodzajami rozrywki) – polska konsola gier wideo, produkowana we wrocławskiej firmie Elwro na przełomie lat 70. i 80. XX wieku. W 1978 roku pojawiła się próbna seria 200 sztuk, a rok później rozpoczęto seryjną produkcję konsoli. W 1981 jej wytwarzanie zostało przeniesione do firmy Ameprod, po wytworzeniu około 9000 egzemplarzy. Produkowano ją prawdopodobnie do 1984, by ostatecznie udostępnić graczom ponad 100 tysięcy egzemplarzy konsoli.

## Opis
Konsola generowała natywny obraz czarno-biały. Była wyposażona w dwa manipulatory i sześć gier (tenis, hokej, squash, pelota, strzelanie do ruchomego celu, strzelanie do znikającego celu), które można było dostosować do swoich możliwości (szybkość ruchu piłki, wielkość piłki itp.). Dodatkowo możliwe było przyłączenie pistoletu świetlnego „Videotraf", niezbędnego do dwóch gier: strzelanie do ruchomego celu i strzelanie do znikającego celu.
Konsola była zbudowana z użyciem układu scalonego AY-3-8500 firmy General Instrument.
W roku 1984 czasopismo Radioelektronik poinformowało o możliwości zbudowania rozszerzonego modelu konsoli, na której można było również grać w symulację jazdy motocyklem przez tor przeszkód. Za pomocą potencjometru dodawano lub odejmowano gazu. Ta wariacja konsoli musiała jednak być sprowadzona z Zachodu lub zbudowana na podstawie układu AY-3-8765.